# شورت ۳۳۰
شورت ۳۳۰ (به انگلیسی: Short 330) یک هواگرد، مسافربری توربوپراپ ساخت شرکت برادران شورت است. این هواپیما تا ۳۰ نفر گنجایش مسافر دارد و قیمت نسبتاً ارزان و هزینه نگهداری پایینی دارد این هواپیما بر مبنای هواپیمای شورت اس‌سی. ۷ اسکای‌ون ساخته شده‌است.